# Persone di nome Kenny
| Questa pagina contiene informazioni ricavate automaticamente dalle voci biografiche con l'ausilio del template Bio e di un bot. L'aggiornamento è periodico e automatico e ricostruisce completamente la pagina. Se manca una persona in questa lista, sei pregato di non aggiungerla, ma accertati piuttosto che la sua voce biografica contenga il template Bio e che i dati anagrafici siano correttamente compilati. Se il template Bio manca, inseriscilo tu stesso o, in alternativa, metti l'avviso {{tmp\|Bio}} che ne segnala la mancanza. Se i dati riportati sono sbagliati, correggi direttamente la voce biografica; le modifiche saranno visibili in questa lista entro pochi giorni. Per chiarimenti vedi il progetto antroponimi. La lista contiene solo le 75 persone che sono citate nell'enciclopedia e per le quali è stato implementato correttamente il template Bio. Pagina aggiornata al 22 lug 2025. |

Questa è una lista di persone presenti nell'enciclopedia che hanno il nome Kenny, suddivise per attività principale.

## Allenatori di calcio(2)
- Kenny Dyer, allenatore di calcio e ex calciatore montserratiano (Londra, n. 1964)
- Kenny Swain, allenatore di calcio e ex calciatore inglese (Birkenhead, n. 1952)

## Artisti(2)
- Kenny Random, artista e writer italiano (Padova, n. 1971)
- Kenny Scharf, artista statunitense (Los Angeles, n. 1958)

## Attori(3)
- Kenny Morrison, attore statunitense (Los Angeles, n. 1974)
- Kenny Ridwan, attore statunitense (Bellevue, n. 1999)
- Kenny Vadas, attore canadese (Montréal, n. 1981)

## Bassisti(3)
- Kenny Aaronson, bassista statunitense (New York, n. 1952)
- Kenny Hillery, bassista statunitense (n. 1965 - † 1996)
- Kenny Passarelli, bassista statunitense (Denver, n. 1949)

## Batteristi(3)
- Kenny Aronoff, batterista statunitense (Albany, n. 1953)
- Kenny Clarke, batterista statunitense (Pittsburgh, n. 1914 - Parigi, † 1985)
- Kenny Earl "Rhino" Edwards, batterista statunitense (Nashville, n. 1964)

## Calciatori(17)
- Kenny Aird, calciatore scozzese (Glasgow, n. 1947 - Glasgow, † 2024)
- Kenny Anderson, ex calciatore scozzese (Gorinchem, n. 1992)
- Kenny Cunningham, ex calciatore costaricano (San José, n. 1985)
- Kenny Gillet, ex calciatore francese (Bordeaux, n. 1986)
- Kenny Hibbitt, ex calciatore inglese (Bradford, n. 1951)
- Kenny Lala, calciatore francese (Villepinte, n. 1991)
- Kenny Mixtur, calciatore francese (Sainte-Anne, n. 2003)
- Kenny Morgans, calciatore gallese (Swansea, n. 1939 - † 2012)
- Kenny Prince Redondo, calciatore tedesco (Monaco di Baviera, n. 1994)
- Kenny Rocha Santos, calciatore capoverdiano (São Vicente, n. 2000)
- Kenny Romero, calciatore venezuelano (Barquisimeto, n. 1995)
- Kenny Steppe, ex calciatore belga (Anversa, n. 1988)
- Kenny Teijsse, calciatore olandese (Amsterdam, n. 1992)
- Kenny Tete, calciatore olandese (Amsterdam, n. 1995)
- Kenny Thompson, ex calciatore belga (Anversa, n. 1985)
- Kenny van der Weg, ex calciatore olandese (Rotterdam, n. 1991)
- Kenny van Hoevelen, calciatore belga (Mechelen, n. 1983)

## Cantanti(3)
- Kenny Hagood, cantante statunitense (Detroit, n. 1926 - Detroit, † 1989)
- Kenny Lübcke, cantante danese (Copenaghen, n. 1966)
- Kenny Rogers, cantante, fotografo e attore statunitense (Houston, n. 1938 - Colbert, † 2020)

## Cantautori(3)
- King Creosote, cantautore e chitarrista scozzese (Fife, n. 1967)
- Kenny Lattimore, cantautore statunitense (Washington, n. 1970)
- Kenny Nolan, cantautore statunitense (Los Angeles, n. 1949)

## Cestisti(3)
- Kenny Baptiste, cestista francese (Les Abymes, n. 2000)
- Kenny Chery, cestista canadese (Montréal, n. 1992)
- Kenny Kasiama, cestista francese (Montfermeil, n. 2003)

## Chitarristi(2)
- Kenny Hickey, chitarrista e cantante statunitense (New York, n. 1966)
- Kenny Wayne Shepherd, chitarrista, cantante e compositore statunitense (Shreveport, n. 1977)

## Ciclisti su strada(4)
- Kenny Dehaes, ex ciclista su strada belga (Uccle, n. 1984)
- Kenny Elissonde, ciclista su strada francese (Longjumeau, n. 1991)
- Kenny van Hummel, ex ciclista su strada, pistard e ciclocrossista olandese (Elden, n. 1982)
- Kenny Molly, ciclista su strada belga (Izegem, n. 1996)

## Compositori(1)
- Moodymann, compositore, produttore discografico e disc jockey statunitense (Los Angeles)

## Giocatori di football americano(7)
- Kenny Britt, giocatore di football americano statunitense (Bayonne, n. 1988)
- Kenny Floret, giocatore di football americano francese (Créteil, n. 1998)
- Kenny Golladay, giocatore di football americano statunitense (Chicago, n. 1993)
- Kenny Gongarad-Nkoua Gampio, giocatore di football americano svizzero (Losanna, n. 2001)
- Kenny Hilliard, ex giocatore di football americano statunitense (Patterson, n. 1991)
- Kenny Jackson, ex giocatore di football americano statunitense (Neptune, n. 1962)
- Kenny Vaccaro, giocatore di football americano statunitense (Brownwood, n. 1991)

## Hockeisti su ghiaccio(1)
- Kenny Jönsson, ex hockeista su ghiaccio svedese (Ängelholm, n. 1974)

## Judoka(1)
- Kenny Komi Bedel, judoka italiano (Pordenone, n. 2000)

## Lottatori(1)
- Kenny Monday, ex lottatore statunitense (Tulsa, n. 1961)

## Musicisti(1)
- Kenny Morris, musicista britannico (Essex, n. 1957)

## Pallavoliste(1)
- Kenny Moreno, pallavolista colombiana (Turbo, n. 1979)

## Piloti automobilistici(1)
- Kenny Bräck, pilota automobilistico svedese (Arvika, n. 1966)

## Piloti motociclistici(1)
- Kenny Noyes, pilota motociclistico statunitense (Barcellona, n. 1979)

## Pistard(1)
- Kenny De Ketele, ex pistard belga (Oudenaarde, n. 1985)

## Politici(2)
- Kenny Anthony, politico santaluciano (Saint Lucia, n. 1951)
- Kenny Marchant, politico statunitense (Bonham, n. 1951)

## Pugili(1)
- Kenny Galarza, pugile portoricano (Juana Díaz, n. 1985)

## Rapper(1)
- Diverse, rapper statunitense (Chicago)

## Registi(1)
- Kenny Leon, regista, attore e produttore televisivo statunitense (Tallahassee, n. 1956)

## Sassofonisti(1)
- Kenny Garrett, sassofonista e flautista statunitense (Detroit, n. 1960)

## Scacchisti(1)
- Kenny Solomon, scacchista sudafricano (Città del Capo, n. 1979)

## Tennisti(2)
- Kenny Thorne, ex tennista statunitense (Honolulu, n. 1966)
- Kenny de Schepper, tennista francese (Bordeaux, n. 1987)

## Trombettisti(2)
- Kenny Baker, trombettista e compositore britannico (Withernsea, n. 1921 - Felpham, † 1999)
- Kenny Wheeler, trombettista e compositore canadese (Toronto, n. 1930 - Londra, † 2014)

## Wrestler(2)
- Jake Atlas, wrestler statunitense (El Monte, n. 1994)
- Kenny King, wrestler statunitense (New York, n. 1981)

## Senza attività specificata(1)
- Kenny Bolin, statunitense (St. Petersburg, n. 1960)